# Esom
Lee So-young (kor. 이소영, ur. 30 stycznia 1990) – południowokoreańska aktorka i modelka, znana pod pseudonimem Esom (kor. 이솜).

## Kariera
Zyskała uznanie za swoją główną rolę w filmie Madam Ppang-deok z 2014 roku, za którą była nominowana do nagrody dla najlepszej nowej aktorki podczas pięciu różnych ceremonii wręczenia nagród.
Następnie miała znaczące role w serialach telewizyjnych Je-3-ui Mae-ryeok (2018), Mo-beom-taek-si (2021) i w filmie Samjin Group Yeong-aw TOEIC-ban (2020).
W styczniu 2023 roku Esom podpisała kontrakt z nową agencją Management MMM.

## Filmografia

### Film
| Rok  | Tytuł                           | Rola                   | Notaki               | Źródła        |
| ---- | ------------------------------- | ---------------------- | -------------------- | ------------- |
| 2010 | Second Half                     | Min-ah                 |                      |               |
| 2011 | The Last Blossom                | Jae-young              |                      |               |
| 2011 | Poo-reun so-geum                | Lee Eun-jung           |                      | [ 4 ]         |
| 2013 | Behind the Camera               |                        |                      |               |
| 2013 | The Gifted Hands                | Seung-gi               |                      |               |
| 2013 | The X                           | Fingers                | film krótkometrażowy | [ 5 ]         |
| 2014 | Man on High Heels               | Jang-mi                |                      | [ 6 ]         |
| 2014 | Santa Barbara                   | So-young               |                      | [ 7 ]         |
| 2014 | Madam Ppang-deok                | Deok-yi / Yoon Se-jung |                      | [ 8 ]         |
| 2016 | Joahaejwo                       | Jang Na-yeon           |                      | [ 9 ]         |
| 2016 | Beomjoeui yeowang               | Kyung Jin-sook (#402)  | cameo                | [ 10 ]        |
| 2017 | Daeripgun                       | Duk-yi                 |                      | [ 11 ]        |
| 2017 | My Little Brother               | Oh Joo-mi              |                      | [ 12 ]        |
| 2018 | Mikrosiedlisko                  | Mi-so                  |                      | [ 13 ] [ 14 ] |
| 2019 | Inseparable Bros                | Nam Mi-hyun            |                      | [ 15 ]        |
| 2020 | Samjin Group Yeong-aw TOEIC-ban | Jung Yoo-na            |                      | [ 16 ]        |
| 2023 | Phantom                         | Nan-yeong              |                      | [ 17 ]        |
| 2023 | Kill Boksoon                    | Cha Min-hee            | Netflix              | [ 18 ]        |

### Seriale
| Rok  | Tytuł                         | Rola           | Notatki        | Źródła        |
| ---- | ----------------------------- | -------------- | -------------- | ------------- |
| 2011 | White Christmas               | Yoon Eun-sung  |                | [ 19 ] [ 20 ] |
| 2012 | Yooryung                      | Shin Hyo-jung  | cameo (odc. 1) | [ 21 ]        |
| 2017 | Because This Is My First Life | Woo Su-ji      |                | [ 22 ]        |
| 2018 | Je-3-ui Mae-ryeok             | Lee Young-jae  |                | [ 23 ]        |
| 2019 | Goo-hae-jwo                   | Kim Young-seon |                | [ 24 ]        |
| 2021 | Mo-beom-taek-si               | Kang Ha-na     | sezon 1        | [ 25 ]        |
| 2023 | Black Knight                  | Major Seol-ah  |                | [ 26 ]        |

### Programy telewizyjne
| Rok  | Tytuł                        | Rola        | Źródła |
| ---- | ---------------------------- | ----------- | ------ |
| 2008 | Check It Girl – Season 1     | Participant | [ 27 ] |
| 2010 | Trend Report Feel – Season 5 | Participant | [ 28 ] |
| 2013 | British Memories             | Participant | [ 29 ] |

### Teledyski
| Rok  | Tytuł utworu      | Artysta          | Źródła |
| ---- | ----------------- | ---------------- | ------ |
| 2008 | „Wrong Number”    | TVXQ             |        |
| 2009 | „Eternal Summer”  | Lee Min-ki       |        |
| 2010 | „She's Gone”      | G-Dragon         |        |
| 2011 | „Cleansing Cream” | Brown Eyed Girls | [ 30 ] |
| 2013 | „Day 'n Night”    | Tasty            | [ 31 ] |